# Las tres Españas del 36
Las tres Españas del 36 es una obra de Paul Preston publicada en 1998. Este autor ofrece una visión completamente innovadora de la guerra civil española a partir de las biografías de nueve de los protagonistas de este enfrentamiento. 

## Argumento
Las tres Españas del 36 presenta una visión radicalmente distinta y original de la complicada trama de la guerra civil española. Rompe con el tópico de que fue un conflicto llevado a cabo por fanáticos de los extremos de la derecha y de la izquierda, por fascistas contra comunistas, por católicos militantes contra ateos convencidos, por separatistas contra centralistas, por campesinos hambrientos contra terratenientes ricos. Más allá de las barbaridades y los odios, esta obra muestra un país diferente, la tercera España, que hace referencia a los personajes que intentaron mantenerse neutrales en el conflicto a pesar de la presión social existente. Esta tercera España, con el transcurso del tiempo, desembocaría en la España democrática de hoy. En general, este libro es una reflexión sobre el alcance de la tragedia sufrida por los españoles debido a la Guerra Civil.

## Personajes
Paul Preston muestra 9 personajes biográficos presentados, según posicionamiento ideológico, de derecha a izquierda de algunos de los protagonistas que vivieron aquel período de tiempo correspondiente a nuestra guerra civil. A cada figura le dedica alrededor de 45-50 páginas. De casi todos escribe una biografía con un procedimiento clásico, empezando por su infancia, formación, comienzos políticos... dándole especial importancia a los asuntos, que corresponden a cada personaje, más trascendentales relacionados con la II República y la guerra.
Francisco Franco, José Millán Astray, José Antonio Primo de Rivera, Pilar Primo de Rivera, Salvador de Madariaga, Julián Besteiro, Manuel Azaña, Indalecio Prieto y Dolores Ibárruri componen la galería de personajes principales cuyas trayectorias y posturas ante la guerra examina Paul Preston.
Cabe destacar que también se citan a muchas de las personas que representaron a esta tercera España, como el periodista Manuel Chaves Nogales.

## Estructura
El libro cuenta con apartados iniciales de agradecimientos y prólogo, tras los que el autor comienza a analizar a los protagonistas en los siguientes capítulos:
1. Francisco Franco. El discreto encanto de un dictador.
2. José Millán Astray. El novio de la muerte.
3. José Antonio Primo de Rivera. El héroe ausente.
4. Pilar Primo de Rivera. El fascismo y los arreglos florales.
5. Salvador de Madariaga. Un Quijote en la política.
6. Julián Besteiro. La tragedia de un pacifista en la guerra.
7. Manuel Azaña. El prisionero de la jaula dorada.
8. Indalecio Prieto. Una vida a la deriva.
9. Dolores Ibárruri. Pasionaria de acero.

Finalmente, cuenta con un apartado de notas que recoge la gran cantidad de anotaciones que acompañan al texto.

## Premios
- Premio ASÍ FUE 1998.[3]